# Радханатх Рай
Радханатх Рай (ория ରାଧାନାଥ ରାୟ; 28 сентября 1848 — 17 апреля 1908) — индийский поэт, писатель

, драматург, сочинял произведения на языке ория.

## Жизнь и творчество
Родился в семье среднего достатка в селе Кедарпур (округ Баласор, Орисса). Сумел получить среднее образование в Баласори, смог закончить Катакский колледж, где познакомился с Мадхусуданом Рао. Значительную часть жизни работал инспектором школ в родном округе. В то же время способствовал развитию и распространению языка ория. Был награждён махараджей Баманди почетным титулом кавібар. В 1901 году был переведен на службу в Бурдвана.
Радханатха Рая считают национальным поэтом Ориссы. Был реформатор поэзии ория, придал ей ярко выраженный национальный характер. С его именем связано начало романтизма в орийской литературе.
Его любимый жанр — эпическая поэма, использующая легендарные и фантастические сюжеты, где отражены конкретные, локальные черты природы. Это редкое и новое качество для литератур Индии, где тогда, как правило, преобладал обобщенный образ природы. Всего в активе 13 поэм. Самыми известными поэмами является «Чилика», «Чандрабхага», «Большое путешествие» («Махаятра»).
Поэт не был чужд и современной ему социальной проблематике, о чём свидетельствует сатирическая поэма «Дарбар» («Имперский прием»), где высмеиваются правители так называемых независимых княжеств, лизоблюдство перед англичанами.
Написал несколько прозаических произведений нравственно-дидактического характера.